# 接近遭遇
接近遭遇（せっきんそうぐう、英: Close encounter）は、空飛ぶ円盤（未確認飛行物体）とその関係のものとの目撃、接触である。天文学者でありアメリカ空軍とのUFO調査計画に参画したジョーゼフ・アレン・ハイネック博士の1972年の書籍、The UFO Experience: A Scientific Inquiry（邦訳 『UFOとの遭遇』 南山宏訳、大陸書房、1978）での分類による。

## ハイネック博士の分類
ハイネック博士の分類では接近遭遇には大きく分けて3段階ある。
第一種接近遭遇空飛ぶ円盤を500フィート（約150メートル）以下の至近距離から目撃すること。これにより円盤のうち広い角度が確認でき、さらに細部についても確認することができる。
第二種接近遭遇空飛ぶ円盤が周囲に何かしらの影響を与えること。乗り物や電子機器の機能への影響、動物の反応、麻痺・熱・不快感など目撃者に与える影響、その他地面に接触した跡や化学物質の跡など、何らかの物理的な痕跡を残すようなもの。
第三種接近遭遇空飛ぶ円盤の搭乗員と接触すること。
このほか、接近遭遇に至らない、500フィート以上離れた遠い距離からの目撃は、「夜間の光」（Nocturnal Lights）、「昼間の円盤」（Daylight Discs）、「目視だけでなくレーダーでも確認された報告」（Radar/Visual Reports）に分類される。

## 4段階目以降の分類
その他の人の手によって4段階目以降も定義されている。
第四種接近遭遇空飛ぶ円盤の搭乗員に誘拐されたりインプラントを埋め込まれたりすること。また、空飛ぶ円盤の搭乗員を捕獲、拘束すること。
第五種接近遭遇人類と宇宙人とが直接対話・通信を行うこと。
いくつかの人や団体によって6段階目以降も提案されているが、統一された定義には至っていない。以下はその一例である。
第六種接近遭遇接近遭遇の結果、死傷が発生すること。
第七種接近遭遇人と宇宙人との混血種が産まれること。
第八種接近遭遇宇宙人による侵略。
第九種接近遭遇人類と宇宙人とが公的に交流を行うこと。

## 接近遭遇事件
未だなし